# Маркушка
Маркушка (словац. Markuška) — село в окрузі Рожнява Кошицького краю Словаччини, історична область Гемера. Площа села 6,81 км². Станом на 31 грудня 2016 року в селі проживало 156 жителів. Протікає Ганковський потік.

## Історія
Перші згадки про село датуються 1311 роком.

## Населення
| Рік:            | 1994. | 2004.   | 2014.   | 2024.    |
| --------------- | ----- | ------- | ------- | -------- |
| Кількість осіб: | 174   | 179     | 167     | 147      |
| Різниця:        |       | +2,87 % | -6,70 % | -11,97 % |

| Рік:            | 2023. | 2024. |
| --------------- | ----- | ----- |
| Кількість осіб: | 150   | 147   |
| Різниця:        |       | -2 %  |